# Kućan Marof
Kućan Marof – wieś w Chorwacji, w żupanii varażdińskiej, w mieście Varaždin. W 2011 roku liczyła 1388 mieszkańców.